# Земляки (фільм, 1988)
«Земляки» — радянський трисерійний телефільм 1988 року, знятий режисером Борисом Савченком на Кіностудії ім. О. Довженка.

## Сюжет
Кіноповість за мотивами однойменного твору письменника-публіциста Івана Васильєва. У центрі фільму — образ секретаря райкому партії Федора Пастухова, чия доля драматично переплелася з долями його земляків: першого секретаря райкому Бикова, голови колгоспу Лаптєва, журналіста Рожкова.

## У ролях
- Ігор Лєдогоров — Пастухов
- Олександр Казаков — Женя
- Борис Галкін — Олег
- В'ячеслав Багачов — Іван
- Микола Міхєєв — Гірін
- Людмила Шевель — Люда
- Ольга Гобзєва — Марія
- Олена Козлітіна — Віра
- Олена Псарьова — Анна Миколаївна
- Федір Шмаков — Косов
- Нестор Кондратюк — Лагутін
- Борис Романов — Петро
- Валентин Грудинін — епізод
- Віталій Дорошенко — епізод
- Олександр Гебдовський — епізод
- Валентин Черняк — епізод
- Микола Олійник — епізод
- Коста Турієв — епізод
- Сергій Подгорний — епізод
- Валерій Панарін — епізод
- Валерій Наконечний — епізод
- Василь Фущич — епізод
- Віктор Мірошниченко — епізод
- Анатолій Соколовський — епізод
- Михайло Костюковський — епізод
- Ада Волошина — епізод
- Олена Ткаченко — епізод
- Ваня Кельїн — епізод
- Нартай Бегалін — Коста
- Олексій Довгань — епізод
- Микола Малашенко — епізод
- Станіслав Молганов — епізод
- Владислав Пупков — епізод
- Віктор Степаненко — епізод
- Анатолій Юрченко — епізод
- Сергій Сібель — епізод

## Знімальна група
- Режисер — Борис Савченко
- Сценаристи — Валентин Єжов, Олександр Мазіков
- Оператор — Валерій Башкатов
- Композитор — Георгій Дмитрієв
- Художник — Олександр Зарецький